# اچ‌ام‌اس بالاهو (۱۸۰۴)
اچ‌ام‌اس بالاهو (۱۸۰۴) (به انگلیسی: HMS Ballahoo (1804)) یک کشتی بود که طول آن ۵۵ فوت ۲ اینچ (۱۶٫۸۱ متر) بود. این کشتی در سال ۱۸۰۴ ساخته شد.